# Міна Томич
Міна Томич (Mina Tomić; 13 травня 1994) — сербська волейболістка, діагональний нападник. 

## Клуби
| Роки      | Команди                   |
| --------- | ------------------------- |
| 2008—2009 | «Поштар 064» (Белград)    |
| 2009—2010 | «Єдінство» (Стара Пазова) |
| 2010—2013 | «Црвена звезда» (Белград) |
| 2013—2017 | «Хімік» (Южне)            |
| 2017—2018 | «Модена»                  |
| 2017—2018 | «Планета» (Перуджа)       |

## Досягнення
- Чемпіон Сербії (2): 2011, 2012
- Володар кубка Сербії (2): 2011, 2012
- Чемпіон України (4): 2014, 2015, 2016, 2017
- Володар кубка України (4): 2014, 2015, 2016, 2017

## Статистика
Статистика виступів за «Хімік»:
| Сезон     | Команда | Кількість матчів | Кількість матчів | Кількість матчів | Кількість матчів |
| Сезон     | Команда | Чемпіонат        | Кубок            | Єврокубки        | Всього           |
| --------- | ------- | ---------------- | ---------------- | ---------------- | ---------------- |
| 2013—2014 | «Хімік» | 23               | 2                | 6                | 31               |
| 2014—2015 | «Хімік» | 32               | 2                | 10               | 44               |
| 2015—2016 | «Хімік» | 22               | 2                | 6                | 30               |
| 2016—2017 | «Хімік» | 21               | 1                | 5                | 27               |
| Всього    | Всього  | 98               | 7                | 27               | 132              |

Статистика виступів в єврокубках за «Хімік»:
| Сезон   | Клуб           | Турнір         | Ігри | Сети | Очки | Ср.  | Примітки |
| ------- | -------------- | -------------- | ---- | ---- | ---- | ---- | -------- |
| 2013/14 | «Хімік» (Южне) | Кубок ЄКВ      | 2    | 3    | 1    | 0,33 |          |
| 2014/15 | «Хімік» (Южне) | Кубок ЄКВ      | 2    | 8    | 18   | 2,25 |          |
|         | «Хімік» (Южне) | Кубок виклику  | 8    | 23   | 84   | 3,65 |          |
| 2015/16 | «Хімік» (Южне) | Кубок ЄКВ      | 6    | 24   | 46   | 1,92 |          |
| 2016/17 | «Хімік» (Южне) | Ліга чемпіонів | 2    | 10   | 30   | 3    |          |
|         | «Хімік» (Южне) | Кубок ЄКВ      | 3    | 15   | 35   | 2,33 |          |